# Merkurbrunnen (Augsburg)

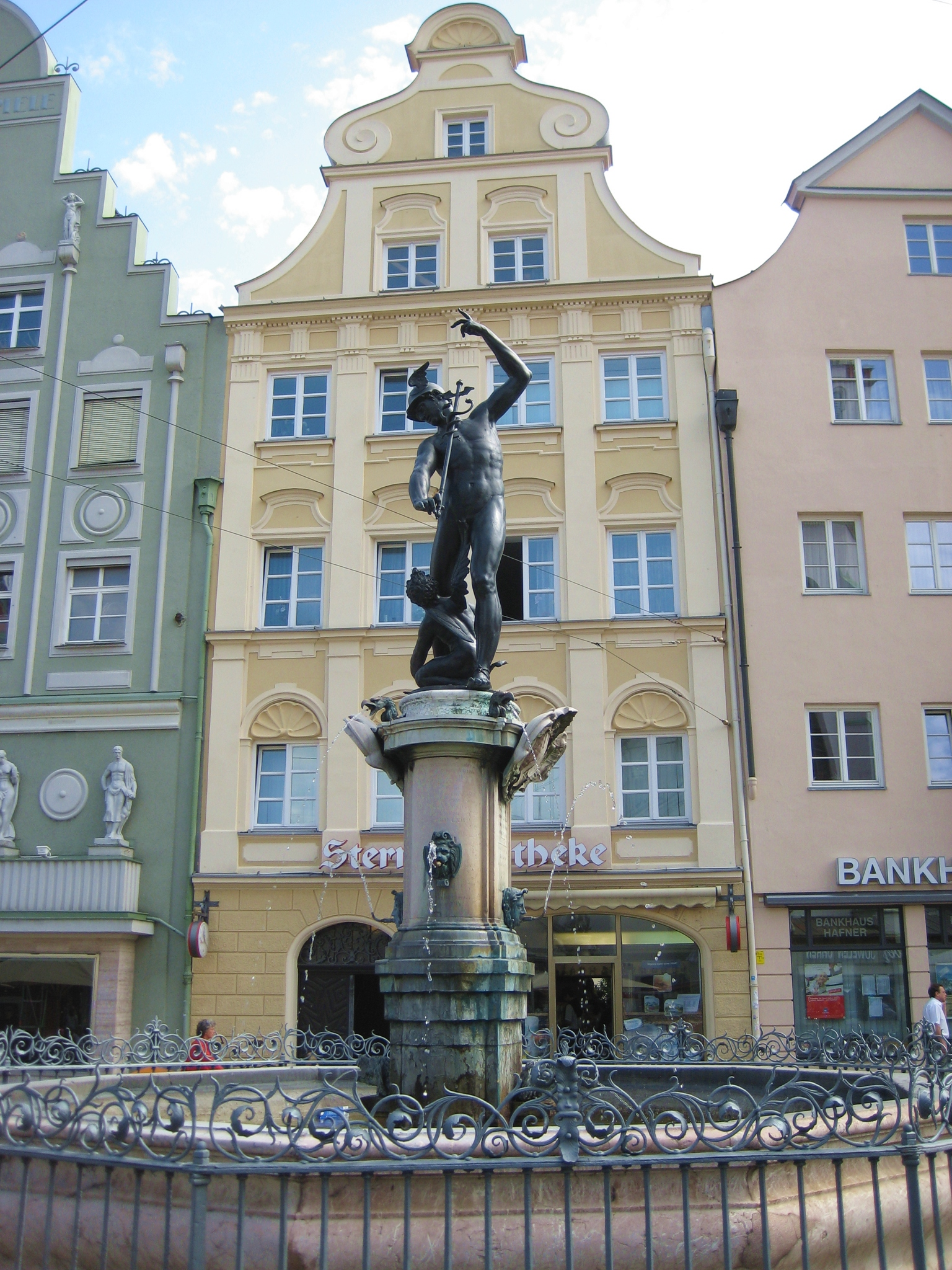
Merkurbrunnen in der Maximilianstraße in Augsburg

Der Merkurbrunnen in der Maximilianstraße (in der Nähe des Moritzplatzes) ist neben dem Augustusbrunnen und Herkulesbrunnen einer der drei Prachtbrunnen in Augsburg. Er wurde 1596–1599 von Adriaen de Vries im Stil der Renaissance geschaffen. Seine Hauptfigur stellt den römischen Handelsgott Merkur dar.
Der Brunnen wurde als Teil des „Augsburger Wassermanagement-Systems“ am 6. Juli 2019 in die Welterbeliste der UNESCO aufgenommen.

## Lage
Der Merkurbrunnen steht in der Maximilianstraße in Höhe der Kath. Kirche St. Moritz an der Einmündung der Bürgermeister-Fischer-Straße in Augsburg.

## Geschichte
Der Merkurbrunnen wurde in den Jahren 1596 bis 1599 von dem Niederländer Adriaen de Vries modelliert und vom Augsburger Stadtgießer Wolfgang Neidhardt gegossen. Er ist dem Stil der manieristischen Renaissance zuzuordnen.

### Statue des Merkur

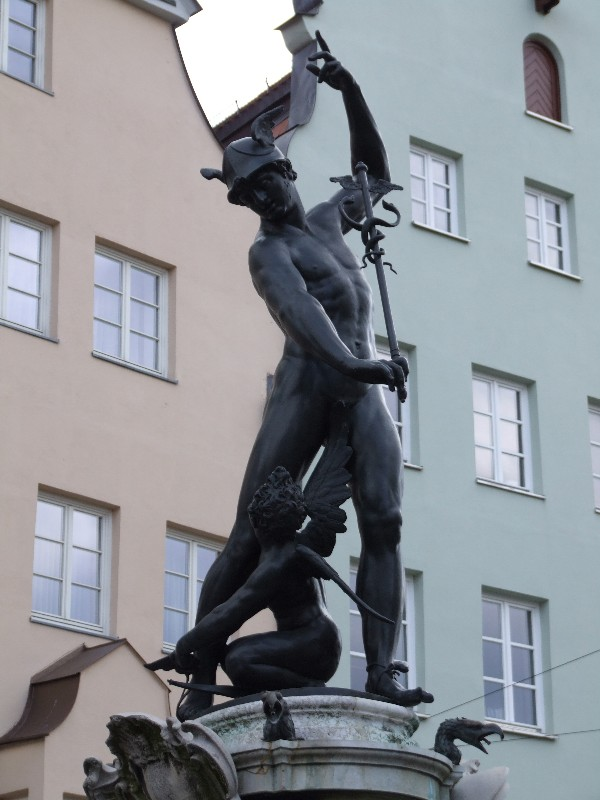
Merkur mit Schlangenstab

Merkur wurde in Augsburg schon in der Antike verehrt. Er galt bei den Kelten als Erfinder der Künste, als Geleiter auf Wegen und Reisen. Als Gott des Handels („Götterbote“) soll er auf die Bedeutung der Stadt als Handelsmetropole aufmerksam machen. Die 2,5 m hohe Brunnengruppe wird dominiert von Mercurius, der einen Schlangenstab (Zeichen des Glücks und des Friedens) in der rechten Hand hält und auf dem Kopf einen Flügelhelm trägt. Der geflügelte Amorknabe, mit einem Bogen ausgestattet, scheint dem Gott Mercurius den geflügelten Schuh zu lösen oder zu binden. Als Vorbild für die Brunnenfigur des Merkur darf der von Giovanni da Bologna geprägte Typus des „Mercurio volante“ gelten; doch der Augsburger Merkur scheint zwischen Enteilen und Bleiben zu verharren. Der vierseitige Brunnen steht in einem zehneckigen Becken aus Marmor. Am Brunnengesims sind zwei Rocaillekartuschen von 1752 angebracht. Das Wasser fließt in dünnem Strahl aus den Bronzen am Pfeiler: zwei Hundeköpfe, zwei Medusenhäupter, zwei Löwenmasken und vier Adlerköpfe, Symbole der Gefahren, die Handel und Verkehr bedrohen und vor denen Gott Merkur schützen soll.

### Inschriften
Von der Errichtung des Brunnens und den mehrmaligen Ausbesserungsarbeiten geben die Inschriften am Pfeilerpostament Auskunft. Auf der Nordseite liest man:
IOANNES VELSERUS OCTAVIANUS SECUNDUS FUGGERUS II VIRI (= duum viri) LOCAVERUNT ANNO POST CHR.N MDXCVI = Johann Welser (und) Oktavian Sekundus Fugger, die (beiden) Stadtpfleger, haben die Errichtung veranlasst im Jahre 1596 n. Chr.
Auf der nach Süden gerichteten Seite lautet der Text:
OCTAVIANUS SECUNDUS FUGGERUS QUIRINUS RELINGERUS II VIRI PROBAVERUNT ANNO POST CH.N. MDIC = Oktavian Sekundus Fugger (und) Quirin Rehlinger, die (beiden) Stadtpfleger, haben (den Brunnen) abgenommen im Jahr 1599 n. Chr.
Schon nach 30 Jahren war die erste Instandsetzung nötig; so steht auf der Ostseite:
HIERO.IMHOFF BERN.RELINGERUS II VIRI RENOVAR. ANNO POST CHR.N. MDCXXVIII = Hieronymus Imhoff (und) Bernhard Rehlinger, die (beiden) Stadtpfleger, haben die Renovierung veranlasst 1628 n. Chr.
Eine neuerliche Überholung wurde in weiteren Inschriften notiert, die man auf der Nord- und der Südseite unter die schon bestehenden anbrachte:
AEDILIUM CURA PRISTINO DECORI RESTITUIT MDCLXI
IOANNE CASPARE REMBOLDO DAVIDE A STETTEN II VIRIS = Die Fürsorge der Baubeamten hat die Wiederherstellung im vorherigen Schmuck veranlasst, 1661, als Johann Kaspar Rembold (und) David von Stetten Stadtpfleger waren.
Die nächste Ausbesserung geschah dann 1713, was auf dem westlichen Wulst der Brunnensäule vermerkt ist:
DNO IOSEPHO ADRIANO IMHOFF DNO GOTTOFREDO AMMAN II VIRIS PREFECTIS AEDILES DNI IOANNES JACOBUS IMHOFF CHRISTOPHOR.ILSUNG IOANNES IACOBUS BEYER INSTAURAVERUNT A(nno) O(ribis) R(edempti) MDCCXIII = Als Herr Joseph Adrian Imhoff (und) Herr Gottfried Amman Stadtpfleger waren, haben die Baubeamten, die Herren Johann Jakob Imhoff, Christoph Siegmund Amman, Johann Christ. Ilsung (und) Joh. Jakob Beyer, für die Ausbesserung gesorgt. i.J. der Welterlösung 1713.
Im Jahr 1752 erfasste der Rokokostil, auch den Merkurbrunnen. Die letzte wesentliche Veränderung hält die Inschrift in den Kartuschen fest:
LEOP.ANTON.IMHOFF MARC.CHRISTOPH.KOCH II VIRIS FRANC JOSEPH.IGN.IMHOFF IOANNES A STETTEN WOLFG.ANT.LANGENMANTEL PAUL.IOANN.MARCI AEDILIBUS A.O.R. MDCCLII FONTEM SALIENTEM TRACTU TEMPORIS RUINOSUM FORI ORNAMENTO CIVIUM COMMODO AUSPICIIS IIVIRORUM AEDILES ARE PUBLICO RESTITUERUNT AMPLIFICARUNT A(nno) S(alutis) R(ecuperatae) MDCCLII = Als Leopold Anton Imhoff (und) Markus Christoph Koch Stadtpfleger waren (und) als Franz Jos. Ignaz Imhoff, Johann von Stetten, Wolfg. Anton Langenmantel und Paul Johann Marci Baubeamte waren, i.J. der Welterlösung 1752, haben die Beamten den Springbrunnen, der im Lauf der Zeit schadhaft geworden, zur Zierde des Platzes, zum Wohl der Bürger, unter Aufsicht der Stadtpfleger mit öffentlichen Mitteln instand gesetzt und reicher gestaltet, i.J. des wiedergewonnenen Heils 1752.

### Konservierung
Die optimale Konservierungsmethode für eine Bronze bietet sicherlich die Unterbringung im Innenraum. Diese Tatsache bewog die Stadt Augsburg das Bronzebildwerk im mit Glasdach überdeckten Innenhof des Maximilianmuseums unterzubringen. Die Brunnensäule wird nun von einem Bronzeabguss der Merkurfigur bekrönt.

## Detailansichten

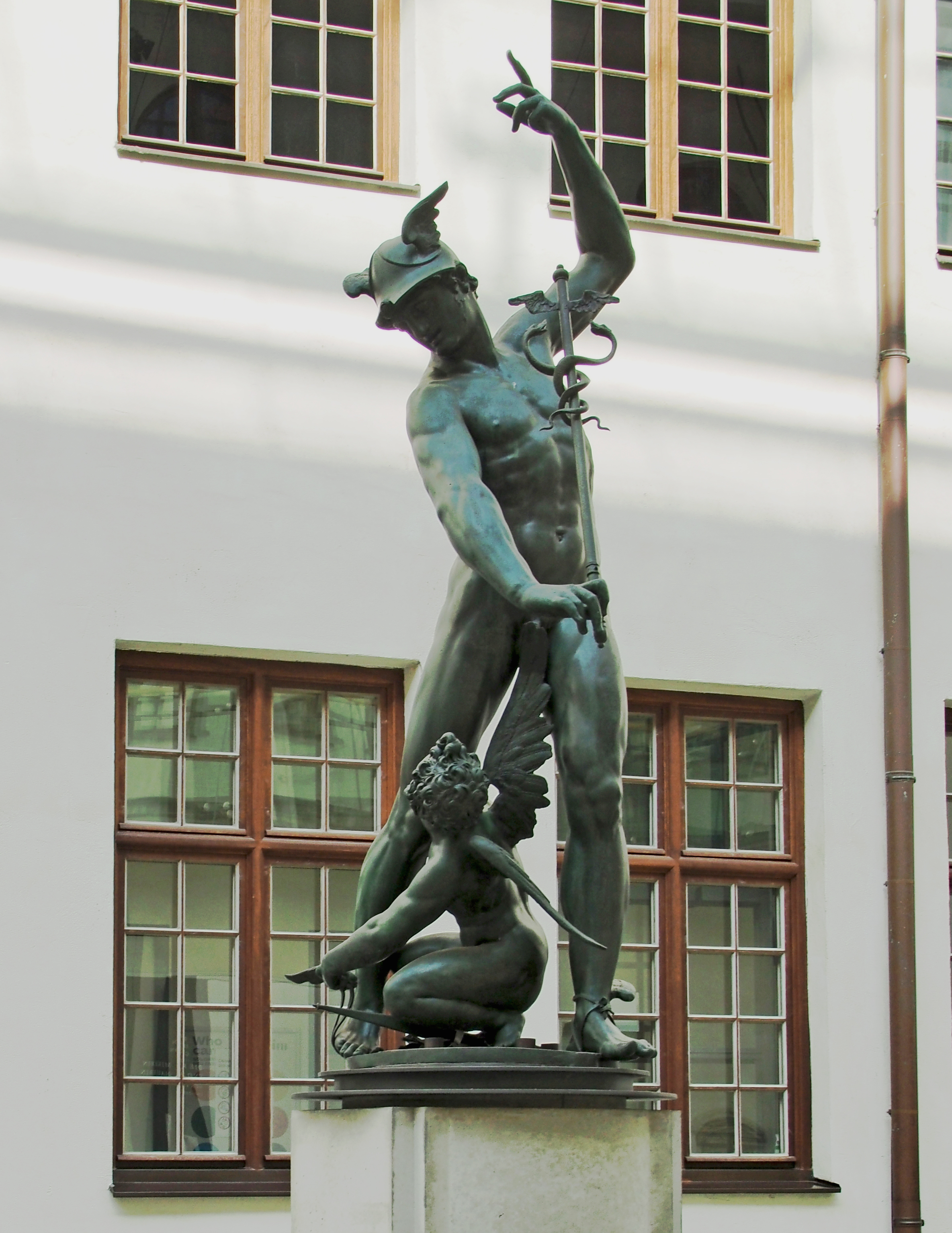
Originalskulptur Merkur und Amor im Maximilianmuseum
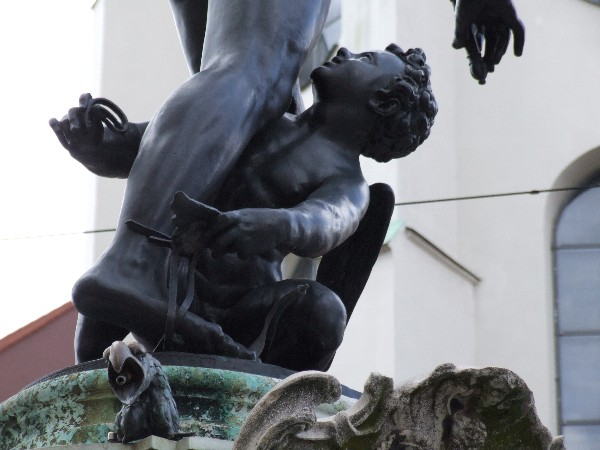
Amorknabe mit Flügelschuh beschäftigt
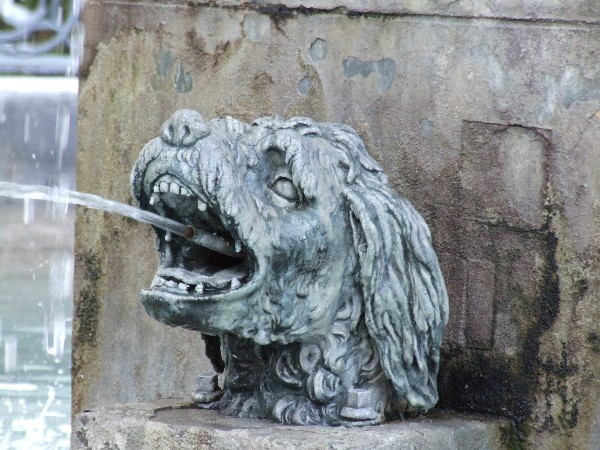
Einer von zwei Hundeköpfen am Merkurbrunnen
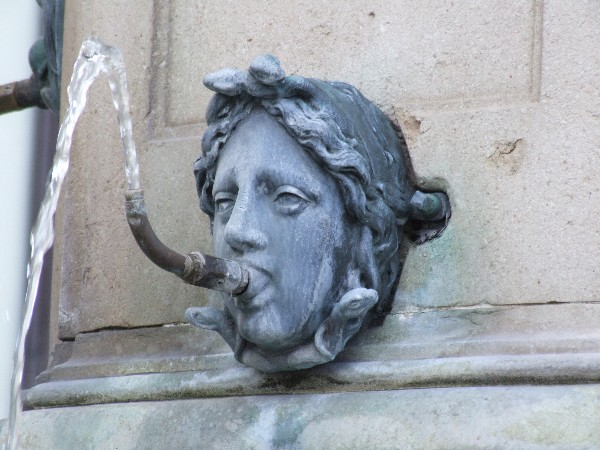
Eine von zwei Medusen am Merkurbrunnen
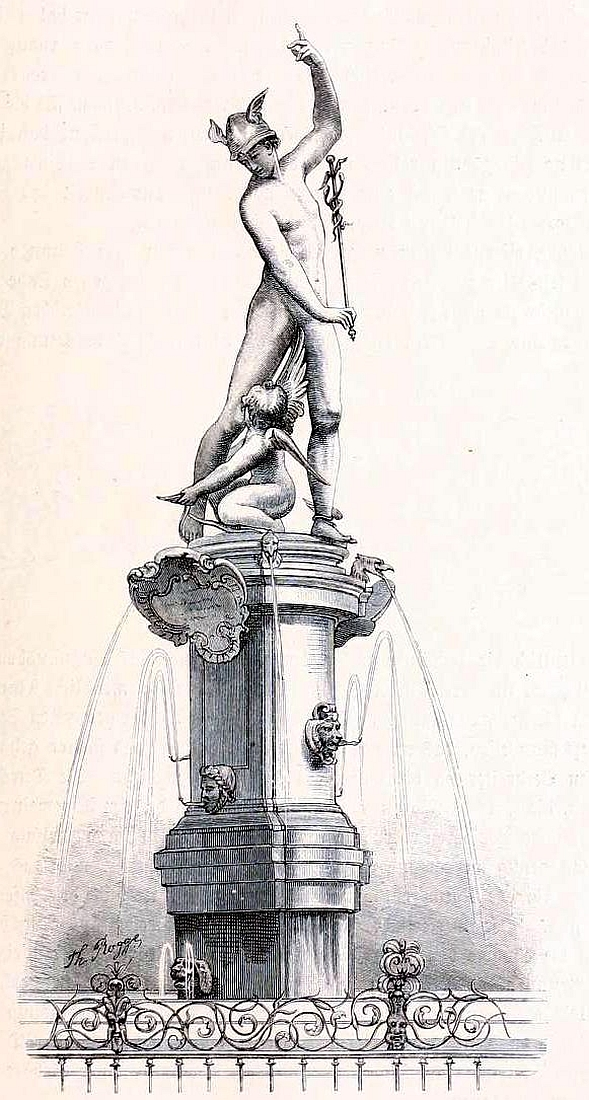
Der Merkurbrunnen – Zeichnung von Theodor Rogge, 1882